# Bray-et-Lû
Bray-et-Lû és un municipi francès, situat al departament de Val-d'Oise i a la regió d'Illa de França. L'any 2007 tenia 933 habitants.
Forma part del cantó de Vauréal, del districte de Pontoise i de la Comunitat de comunes Vexin-Val de Seine.

## Demografia

### Població
El 2007 la població de fet de Bray-et-Lû era de 933 persones. Hi havia 284 famílies, de les quals 54 eren unipersonals (31 homes vivint sols i 23 dones vivint soles), 74 parelles sense fills, 133 parelles amb fills i 23 famílies monoparentals amb fills.
La població ha evolucionat segons el següent gràfic:
Habitants censats

### Habitatges
El 2007 hi havia 317 habitatges, 297 eren l'habitatge principal de la família, 4 eren segones residències i 16 estaven desocupats. 274 eren cases i 43 eren apartaments. Dels 297 habitatges principals, 224 estaven ocupats pels seus propietaris, 64 estaven llogats i ocupats pels llogaters i 9 estaven cedits a títol gratuït; 3 tenien una cambra, 19 en tenien dues, 52 en tenien tres, 78 en tenien quatre i 145 en tenien cinc o més. 226 habitatges disposaven pel capbaix d'una plaça de pàrquing. A 137 habitatges hi havia un automòbil i a 138 n'hi havia dos o més.

### Piràmide de població
La piràmide de població per edats i sexe el 2009 era:
| Homes | Edats   | Dones |
| ----- | ------- | ----- |
| 4     | 95 o +  | 8     |
| 4     | 90 a 94 | 16    |
| 16    | 85 a 89 | 20    |
| 12    | 80 a 84 | 4     |
| 4     | 75 a 79 | 12    |
| 4     | 70 a 74 | 8     |
| 12    | 65 a 69 | 12    |
| 12    | 60 a 64 | 8     |
| 20    | 55 a 59 | 16    |
| 20    | 50 a 54 | 28    |
| 36    | 45 a 49 | 12    |
| 24    | 40 a 44 | 20    |
| 40    | 35 a 39 | 32    |
| 16    | 30 a 34 | 20    |
| 20    | 25 a 29 | 28    |
| 24    | 20 a 24 | 20    |
| 20    | 15 a 19 | 24    |
| 32    | 10 a 14 | 20    |
| 32    | 5 a 9   | 28    |
| 16    | 0 a 4   | 24    |

## Economia
El 2007 la població en edat de treballar era de 563 persones, 434 eren actives i 129 eren inactives. De les 434 persones actives 409 estaven ocupades (224 homes i 185 dones) i 25 estaven aturades (11 homes i 14 dones). De les 129 persones inactives 35 estaven jubilades, 54 estaven estudiant i 40 estaven classificades com a «altres inactius».

### Ingressos
El 2009 a Bray-et-Lû hi havia 301 unitats fiscals que integraven 878,5 persones, la mediana anual d'ingressos fiscals per persona era de 18.719 €.

### Activitats econòmiques
Dels 41 establiments que hi havia el 2007, 1 era d'una empresa extractiva, 1 d'una empresa alimentària, 2 d'empreses de fabricació de material elèctric, 1 d'una empresa de fabricació d'altres productes industrials, 5 d'empreses de construcció, 6 d'empreses de comerç i reparació d'automòbils, 6 d'empreses de transport, 2 d'empreses d'hostatgeria i restauració, 2 d'empreses financeres, 5 d'empreses immobiliàries, 5 d'empreses de serveis, 1 d'una entitat de l'administració pública i 4 d'empreses classificades com a «altres activitats de serveis».
Dels 9 establiments de servei als particulars que hi havia el 2009, 1 era una oficina de correu, 1 paleta, 2 guixaires pintors, 1 lampisteria, 1 electricista, 1 perruqueria, 1 restaurant i 1 saló de bellesa.
L'únic establiment comercial que hi havia el 2009 era una botiga de menys de 120 m².

## Equipaments sanitaris i escolars
L'únic equipament sanitari que hi havia el 2009 era una farmàcia.
El 2009 hi havia una escola elemental. Bray-et-Lû disposava d'un col·legi d'educació secundària amb 370 alumnes.

## Poblacions més properes
El següent diagrama mostra les poblacions més properes.